# 의침
의침(義砧)은 조선 성종 때의 승려이다.
당의 유명한 시인 두보의 시에 능하여, 조선 성종 때 조위와 함께 두보의 시를 한글로 번역하여 두시언해를 편찬하였다.